# Satelliti naturali di Urano

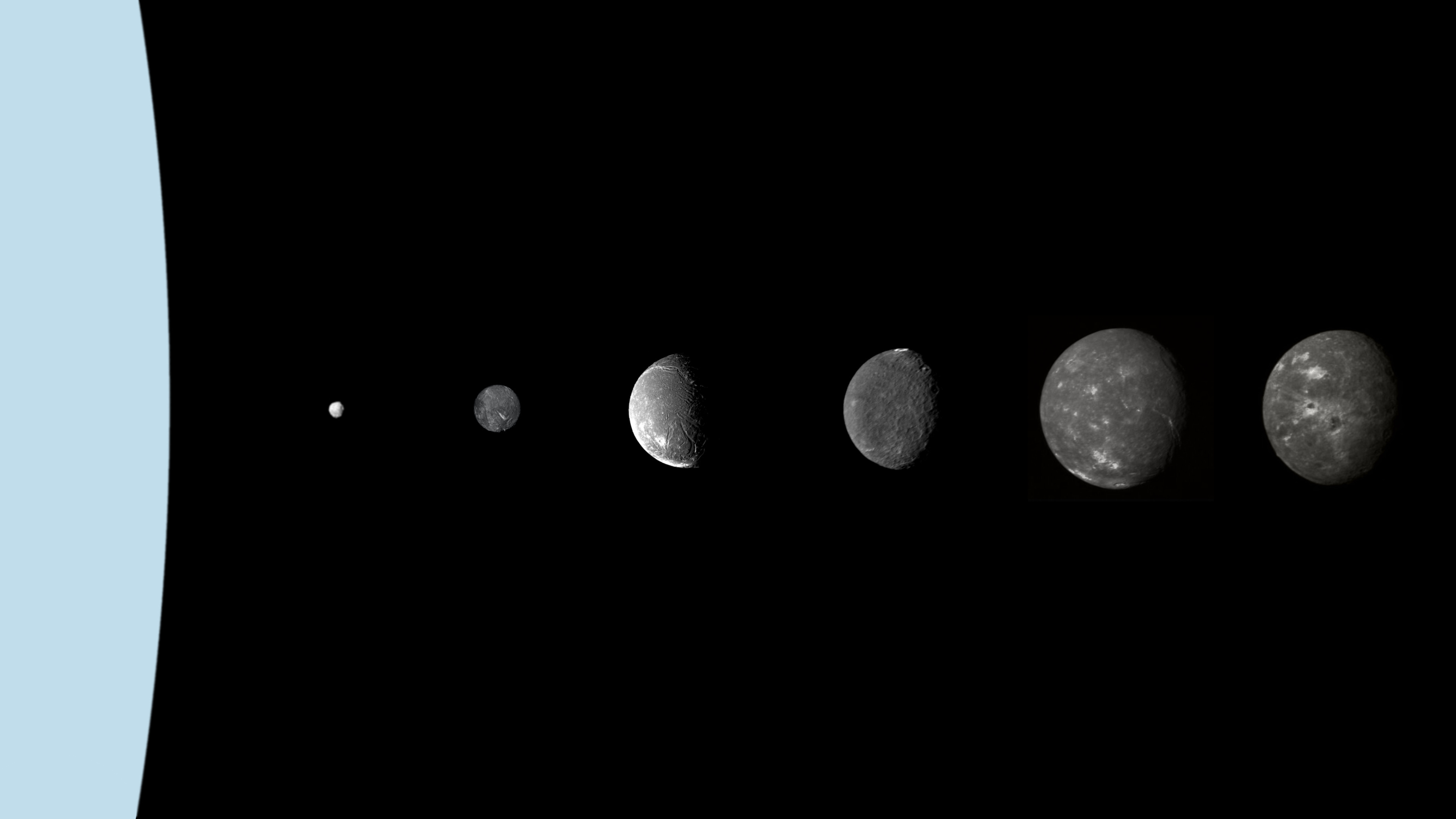
Comparazione tra Urano (in grande sulla sinistra) e le sei maggiori lune; da sinistra a destra: Puck, Miranda, Ariel, Umbriel, Titania e Oberon.

Il pianeta Urano possiede ventinove satelliti naturali. Diversamente dalle altre lune dei pianeti del sistema solare i cui nomi sono tratti da personaggi della mitologia greca, i nomi dei satelliti uraniani provengono da opere dei poeti inglesi William Shakespeare ed Alexander Pope.
I satelliti di Urano possono essere a grandi linee distinti in tre gruppi: tredici satelliti interni, cinque maggiori (e regolari) e nove satelliti irregolari, a seconda del tipo di orbita e della loro origine. Gli ultimi satelliti di Urano sono stati scoperti nell'agosto del 2003. Le lune interne e maggiori hanno tutte orbite prograde, mentre le orbite dei satelliti irregolari sono per lo più retrograde. I satelliti interni sono piccoli corpi oscuri che condividono proprietà e origini comuni con gli anelli di Urano. Le cinque maggiori lune sono di forma ellissoidale, a indicare che hanno raggiunto l'equilibrio idrostatico ad un certo punto del loro passato, e quattro di esse mostrano segni di processi interni come la formazione di canyon e di vulcanismo sulle loro superfici. La più grande delle cinque lune maggiori, Titania, ha un diametro di 1.578 km ed è l'ottava luna più grande del sistema solare, la sua massa è circa un ventesimo della massa della Luna terrestre. Le orbite delle lune regolari sono quasi complanari con l'equatore di Urano, che è inclinato di 97,77° rispetto alla sua orbita, mentre le lune irregolari hanno orbite ellittiche e fortemente inclinate e sono situate a grandi distanze dal pianeta.
William Herschel scoprì le prime due lune, Titania e Oberon, nel 1787, mentre altre tre lune maggiori furono scoperte nel 1851 da William Lassell (Ariel e Umbriel) e nel 1948 da Gerard Kuiper (Miranda). Le lune rimanenti furono scoperte dopo il 1985, durante il sorvolo ravvicinato della Voyager 2 o con l'aiuto di grandi telescopi dalla Terra o dal telescopio spaziale Hubble.

## Storia delle osservazioni

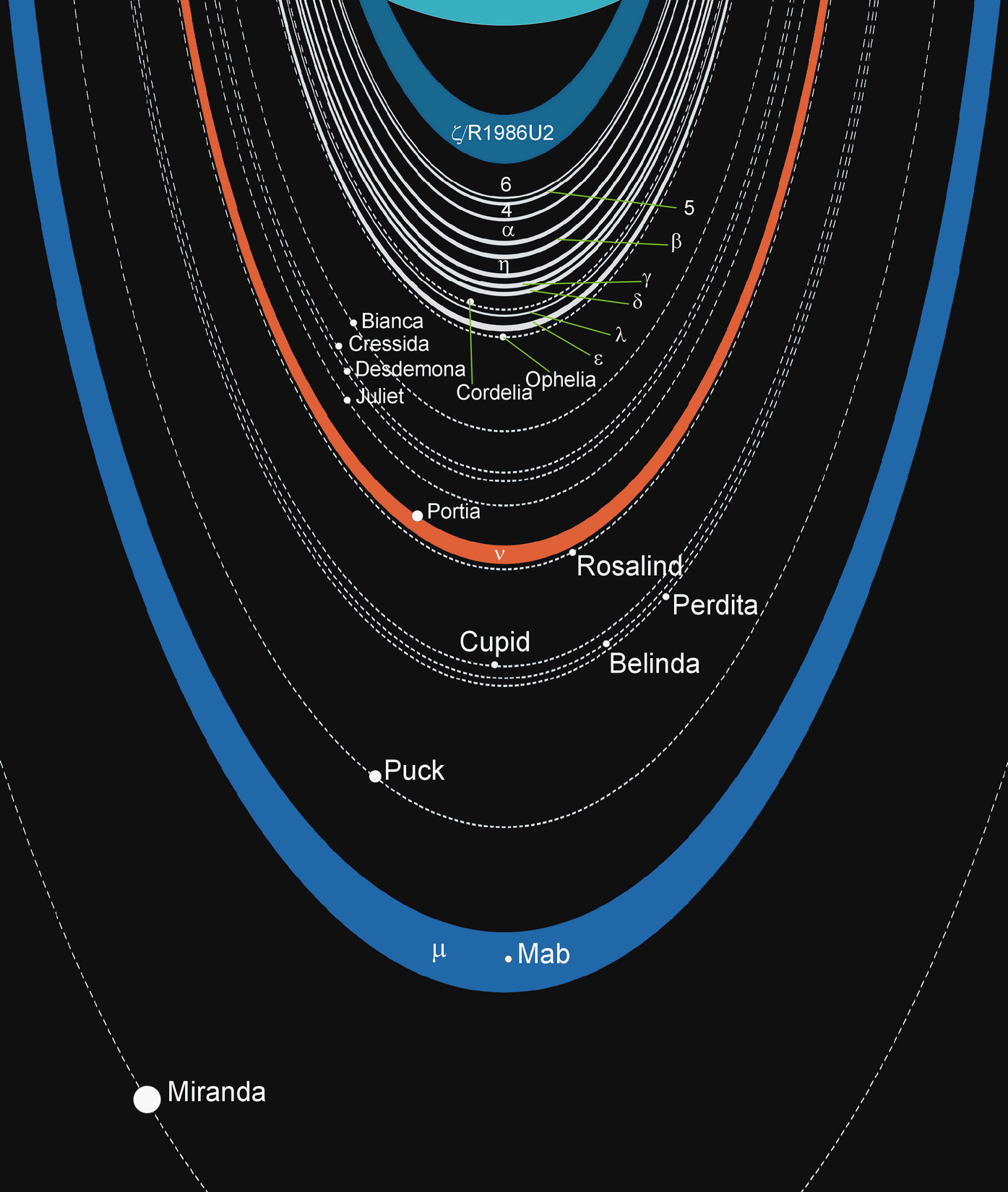
Schema degli anelli e satelliti di Urano

I primi due satelliti naturali di Urano scoperti furono Titania e Oberon, individuate da Sir William Herschel l'11 gennaio 1787 mediante un telescopio riflettore da 60 cm nei pressi di Liverpool, sei anni dopo aver scoperto il pianeta stesso. Per quasi 50 anni, lo strumento di Herschel fu l'unico col quale furono viste le lune. Negli anni '40 dell'Ottocento, strumenti migliori e una posizione più favorevole di Urano nel cielo portarono a sporadiche indicazioni di altri satelliti, oltre a Titania e Oberon, e nel 1851 William Lassell scoprì Ariel e Umbriel. Con la conferma di Ariel e Umbriel, Lassell denominò i pianeti con il sistema di numerazione romano chiamandoli da Urano I a IV in ordine crescente di distanza dal pianeta. Successivamente, nel 1852, John Herschel, il figlio di William, diede il nome definitivo alle quattro lune allora conosciute.
Per quasi un secolo non ci furono scoperte nei dintorni di Urano, ma nel 1948 l'astronomo statunitense Gerard Peter Kuiper scoprì un quinto satellite, Miranda, l'ultimo e il più piccolo dei grandi satelliti sferici.
Decenni dopo, grazie ai dati trasmessi alla Terra dalla sonda spaziale Voyager 2 vengono progressivamente individuati undici nuovi satelliti, che portano il totale a 16; si tratta di Cordelia, Ofelia, Bianca, Cressida, Desdemona, Giulietta, Porzia, Rosalinda, Belinda, Perdita e Puck. La scoperta di Perdita è in realtà successiva, ma è legata unicamente ad un riesame delle immagini raccolte nel 1986.
Urano era l'ultimo pianeta gigante senza lune irregolari conosciute, ma dal 1997 ne sono state identificate nove irregolari orbitare lontano dal pianeta utilizzando telescopi terrestri. Nel 1997 viene scoperta Calibano, grazie alle osservazioni compiute da Brett James Gladman, Philip Nicholson, Joseph Burns e John Kavelaars con il telescopio telescopio Hale da 5 metri dell'Osservatorio di Monte Palomar, in California. Viene inoltre scoperta Sicorace; nel 1999 vengono scoperte Stefano (Brett Gladman), Prospero (Matthew Holman) e Setebos, e nel 2001 vengono individuate Trinculo (Matthew Holman), Ferdinando (Matthew Holman, John Kavelaars, Dan Milisavljevic e Brett Gladman) e Francisco. Infine nel 2003, grazie al Hubble vengono scoperte Cupido, Mab e Margherita; quest'ultima, la cui scoperta è stata annunciata da Scott S. Sheppard nell'ottobre 2003 è stata.
Nel 2024, un team di ricercatori guidati da Scott S. Sheppard ha annunciato la scoperta di una nuova luna irregolare di Urano. Questa luna è stata denominata provvisoriamente S/2023 U1, la quale è stata scoperta usando i Telescopi Magellano e il Telescopio Subaru. Il ventinovesimo satellite è stato scoperto nel 2025 grazie al telescopio Webb. La luna, S/2025 U1, è stata osservata in infrarosso ed ha un diametro di circa 10 km.

## Caratteristiche e gruppi
Il sistema satellitare di Urano è il meno massiccio tra quelli dei pianeti giganti, infatti la massa combinata dei cinque satelliti principali è meno della metà di quella del solo Tritone il maggiore dei satelliti di Nettuno. Il più grande dei satelliti, Titania, ha un raggio di 789 km, meno della metà di quella della Luna, ma leggermente superiore a quella di Rea, la seconda luna più grande di Saturno, rendendo Titania l'ottava luna più grande del sistema solare. Urano è circa 10.000 volte più massiccio delle sue lune

### Satelliti interni
Urano ha 13 lune interne le cui orbite si trovano all'interno di quella di Miranda. Questi satelliti sono connessi con gli anelli di Urano, e sono probabilmente il risultato della frammentazione di una o più piccole lune. Le due lune più interne Cordelia e Ofelia) sono satelliti pastori dell'anello ε di Urano, mentre la piccola luna Mab è una fonte dell'anello μ più esterno. Potrebbero esserci altre due piccole lune pastore non ancora scoperte (2-7 km di raggio) situate a circa 100 km all'esterno degli anelli α e β di Urano.
A 162 km, Puck ( la luna non sferica più grande di Urano) è la più grande delle lune interne di Urano e l'unica fotografata in dettaglio dalla Voyager 2. Tutte le lune interne sono oggetti oscuri, la loro albedo è inferiore al 10% e sono composte da acqua ghiacciata contaminata da materiale scuro, probabilmente organici trattati con radiazioni.
Le piccole lune interne si perturbano costantemente a vicenda e le loro orbite sembrano caotiche e apparentemente instabili. Le simulazioni al computer mostrano che le orbite dei satelliti potrebbero incrociarsi pericolosamente e ciò potrebbe portare a delle collisioni fra di loro in tempi relativamente brevi su scala astronomica. Desdemona ad esempio potrebbe entrare in collisione con Cressida o Giulietta entro i prossimi 100 milioni di anni.

### Lune maggiori
I satelliti regolari di Urano si distinguono per avere orbite quasi circolari e relativamente piccole (rispetto al campo gravitazionale del pianeta) e in aggiunta sono situati molto vicino al piano equatoriale del pianeta.

I cinque satelliti principali, Miranda, Ariel, Umbriel, Titania e Oberon, fanno tutti parte del gruppo dei satelliti regolari; il loro periodo di rotazione è pari al periodo orbitale (similmente a quando accade per la Luna con la Terra, cioè, essi rivolgono sempre lo stesso emisfero verso la superficie di Urano, secondo un moto di rotazione sincrona).
Si pensa che le maggiori lune di Urano si siano formate nel disco di accrescimento esistente attorno a Urano per qualche tempo dopo la sua formazione, oppure potrebbe essere il risultato di un grande impatto subito da Urano all'inizio della sua storia. Questa ipotesi è supportata dalla loro grande inerzia termica, una proprietà di superficie che condividono con i pianeti nani come Plutone e Haumea e differisce fortemente dal comportamento termico delle lune irregolari uraniane, paragonabile a quello dei classici oggetti transnettuniani, la cui origine è quindi probabilmente diversa.
I satelliti maggiori hanno una composizione chimica simile tra loro, con quantità simili di roccia e ghiaccio d'acqua, con l'eccezione di Miranda, costituita principalmente da ghiaccio. Ariel ha la superficie più brillante e giovane e presenta il minor numero di crateri da impatto tra i cinque satelliti, mentre Umbriel, dalla superficie scura, sembra abbia la superficie più antica. Si ritiene che una risonanza orbitale nel passato di 3:1 tra Miranda e Umbriel e una risonanza 4:1 tra Ariel e Titania siano responsabili del riscaldamento mareale che ha causato una notevole attività endogena su Miranda e Ariel. Le superfici sono pesantemente craterizzate, anche se, ad eccezione di Umbriel, mostrano segni di rimodellamento sotto forma di lineamenti (canyon) e, nel caso di Miranda, anche di strutture ovoidali chiamate coronae. Le grandi lune possono essere differenziate internamente, con nuclei rocciosi circondati da mantelli di ghiaccio, mentre Titania e Oberon potrebbero ospitare oceani di acqua liquida al confine tra nucleo e mantello, e tutte, compresa Titania che è la più grande, non sembrano possedere un'atmosfera.
L'asse di rotazione dei satelliti maggiori è quasi parallelo a quello di Urano e le loro orbite seguono il piano equatoriale di Urano, quindi il percorso nel cielo del Sole differisce sostanzialmente da quello delle altre lune del sistema solare, come accade del resto al loro pianeta. Il Sole sembrerebbe seguire nel cielo un percorso circolare attorno al polo celeste di Urano, discostandosi al massimo di 7 gradi da esso. Vicino all'equatore, sarebbe visto quasi a nord o a sud (a seconda della stagione) e a latitudini superiori a 7°, il Sole traccerebbe un percorso circolare di circa 15 gradi nel cielo senza mai tramontare.

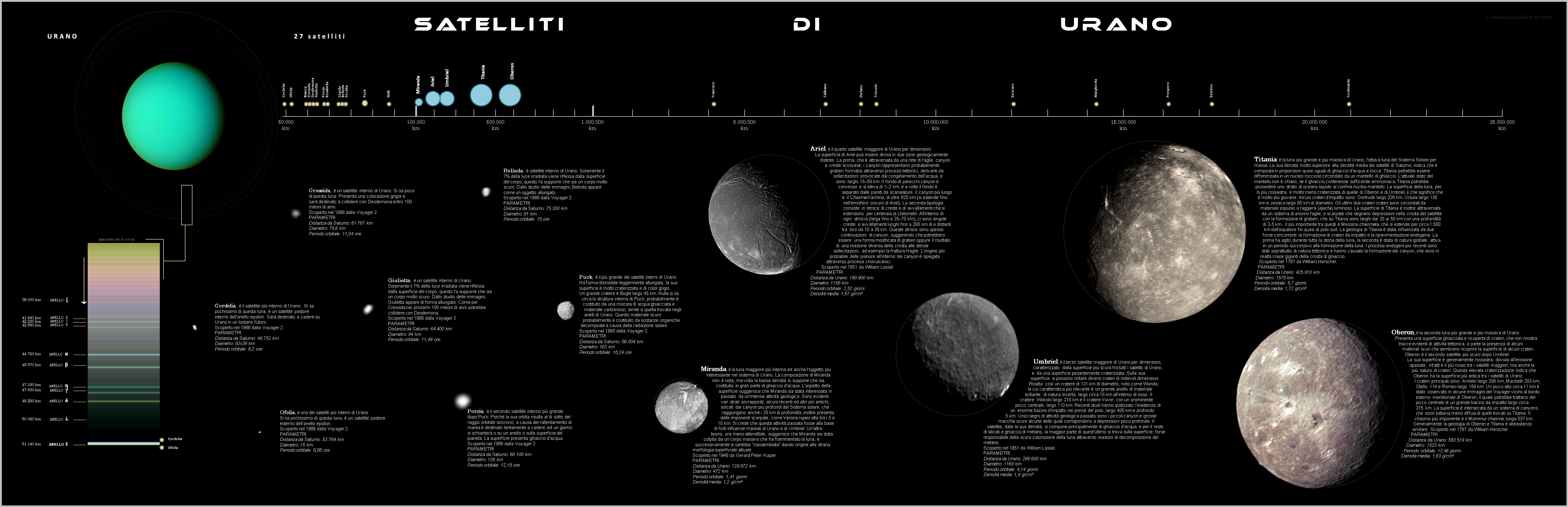
Il Sistema di Urano con i suoi satelliti

### I satelliti irregolari
I satelliti irregolari, contrariamente al gruppo dei regolari, presentano orbite di maggiori dimensioni, più eccentriche e inclinate rispetto al piano equatoriale di Urano.

A questo gruppo appartengono nove satelliti minori: Francisco, Calibano, Stefano, Trinculo, Sicorace, Margherita, Prospero, Setebos e Ferdinando. Tutti tranne Margherita, sono caratterizzati da un moto retrogrado di rivoluzione; questi otto satelliti vengono talvolta raggruppati nel gruppo di Sicorace.
Si ritiene che i satelliti irregolari, a differenza dei regolari, non si siano formati all'interno del sistema uraniano, ma siano stati catturati, in tempi successivi, dalla forza di gravità del pianeta (il raggio della sfera di Hill di Urano è di circa 70 milioni di chilometri).
Le lune irregolari di Urano variano in dimensioni da 120–200 km (Sicorace) a circa 20 km (Trinculo). A differenza dei satelliti irregolari di Giove, quelli di Urano non mostrano alcuna correlazione tra l'asse di rotazione e l'inclinazione orbitale. Le lune retrograde possono essere divise in due gruppi in base all'eccentricità orbitale. Il gruppo interno comprende quei satelliti più vicini a Urano (a meno di 0,15 raggi uraniani) e moderatamente eccentrici (e=~0,2), vale a dire Francisco, Caliban, Stephano e Trinculo.[3] Il gruppo esterno (a > 0,15 rH) comprende satelliti con un'elevata eccentricità (~0,5): Sicorace, Prospero, Setebos e Ferdinando.
A causa dell'instabilità di Kozai non sono conosciute lune con inclinazione intermedie da 60° a 140°. In questa regione di instabilità, le perturbazioni solari all'apoapse fanno sì che le lune acquisiscano grandi eccentricità che portano a collisioni con i satelliti interni oppure all'espulsione dal sistema uraniano. La vita delle lune nella regione di instabilità va da 10 milioni a un miliardo di anni.
Margaret è l'unica luna irregolare conosciuta con orbita prograda e nel 2015 era quella con l'orbita più eccentrica tra i satelliti naturali nel sistema solare (e=0,81), sebbene la luna di Nettuno Nereide abbia un'eccentricità media più alta.

## Prospetto
| Satelliti interni | Satelliti principali | Satelliti irregolari (retrogradi) | Satelliti irregolari (progradi) |

Segue un prospetto con i dati di 27 satelliti di Urano conosciuti, ordinati per periodo di rivoluzione intorno al pianeta. Sono evidenziati in violetto i satelliti abbastanza massicci da possedere una forma sferoidale, e in grigio scuro i satelliti irregolari, probabilmente catturati in un secondo momento dalla forza di gravità del pianeta.
| Nome        | Nome       | Diametro medio (km) | Massa (kg)           | Raggio orbitale medio (km) | Periodo orbitale  | Scoperta (anno) |
| ----------- | ---------- | ------------------- | -------------------- | -------------------------- | ----------------- | --------------- |
| Urano VI    | Cordelia   | 13 ± 2              | 0,8×1018             | 49 752                     | 0,3350338 giorni  | 1986            |
| Urano VII   | Ofelia     | 15 ± 8              | 0,8×1018             | 53 764                     | 0,376400 giorni   | 1986            |
| Urano VIII  | Bianca     | 21 ± 4              | 0,8×1018             | 59 166                     | 0,43457899 giorni | 1986            |
| Urano IX    | Cressida   | 80 ± 4              | 0,343×1018           | 61 780                     | 0,463570 giorni   | 1986            |
| Urano X     | Desdemona  | 64 ± 8              | 0,178×1018           | 62 680                     | 0,473650 giorni   | 1986            |
| Urano XI    | Giulietta  | 94 ± 8              | 0,557×1018           | 64 350                     | 0,493065 giorni   | 1986            |
| Urano XII   | Porzia     | 135 ± 8             | 1,68×1018            | 66 090                     | 0,513196 giorni   | 1986            |
| Urano XIII  | Rosalinda  | 72 ± 12             | 0,254×1018           | 69 940                     | 0,558460 giorni   | 1986            |
| Urano XXVII | Cupido     | ~17,8               | 3,8×1015             | 74 800                     | 0,618 giorni      | 2003            |
| Urano XIV   | Belinda    | 81 ± 16             | 0,357×1018           | 75 260                     | 0,623527 giorni   | 1986            |
| Urano XXV   | Perdita    | ~26,6               | 13×1015              | 76 420                     | 0,638 giorni      | 1986            |
| Urano XV    | Puck       | 162 ± 4             | 2,89 × 1018          | 86 010                     | 0,761833 giorni   | 1986            |
| Urano XXVI  | Mab        | ~24,8               | 1,0 × 1016           | 97 734                     | 0,923 giorni      | 2003            |
| Urano V     | Miranda    | 471,6 ± 1,4         | (66 ± 7) × 1018      | 129 390                    | 1,413479 giorni   | 1948            |
| Urano I     | Ariel      | 1157,8 ± 1,2        | (1,35 ± 0,12) × 1021 | 191 020                    | 2,520379 giorni   | 1851            |
| Urano II    | Umbriel    | 1169,4 ± 5,6        | (1,17 ± 0,13) × 1021 | 266 300                    | 4,144177 giorni   | 1851            |
| Urano III   | Titania    | 1577,8 ± 3,6        | (3,53 ± 0,09) × 1021 | 435 910                    | 8,705872 giorni   | 1787            |
| Urano IV    | Oberon     | 1522,8 ± 5,2        | (3,01 ± 0,07) × 1021 | 583 520                    | 13,463239 giorni  | 1787            |
| Urano XXII  | Francisco  | ~12                 | 1,3×1015             | 4 276 000                  | -0,7299 anni      | 2001            |
| Urano XVI   | Calibano   | ~98                 | 0,73×1018            | 7 231 000                  | -1,5871 anni      | 1997            |
| Urano XX    | Stefano    | ~20                 | 6×1015               | 8 004 000                  | -1,8546 anni      | 1999            |
| Urano XXI   | Trinculo   | ~10                 | 0,75×1015            | 8 504 000                  | -2,0780 anni      | 2001            |
| Urano XVII  | Sicorace   | ~190                | 5,4×1018             | 12 179 000                 | -3,5272 anni      | 1997            |
| Urano XXIII | Margherita | ~11                 | 1,3×1015             | 14 345 000                 | 4,6401 anni       | 2003            |
| Urano XVIII | Prospero   | ~30                 | 21×1015              | 16 256 000                 | -5,4136 anni      | 1999            |
| Urano XIX   | Setebos    | ~30                 | 21×1015              | 17 418 000                 | -6,1185 anni      | 1999            |
| Urano XXIV  | Ferdinando | ~12                 | 1,3×1015             | 20 901 000                 | -7,7300 anni      | 2001            |